# Collema japonicum
Collema japonicum är en lavart som först beskrevs av Johannes Müller Argoviensis, och fick sitt nu gällande namn av Hue. Collema japonicum ingår i släktet Collema och familjen Collemataceae.   Inga underarter finns listade i Catalogue of Life.